# هيو كانافان
هيو كانافان (بالإنجليزية: Hugh Canavan)‏ هو لاعب كرة قاعدة ولاعب كرة قدم أمريكي، ولد في 13 مايو 1897 في ورسستر في الولايات المتحدة، وتوفي في 4 سبتمبر 1967 في بوسطن في الولايات المتحدة. لعب مع توليدو مود هنس.

## وصلات خارجية
- هيو كانافان على موقعبيزبول رفرنس.كوم (الدوري الرئيسي) (الإنجليزية)
- هيو كانافان على موقعبيزبول رفرنس.كوم (الدوري الثانوي) (الإنجليزية)